# 泽布季 (戈佐岛)
泽布季，是马耳他的市镇及村庄，位于戈佐岛西北岸。市镇面积为7.6平方公里，2014年人口数量为2,956人。为戈佐岛上面积最大的市镇，按人口数量则排名第五。市镇名字意为“野橄榄树”，该地曾种植过橄榄树，但现今已不多见。